# Ekrixinatosaurus

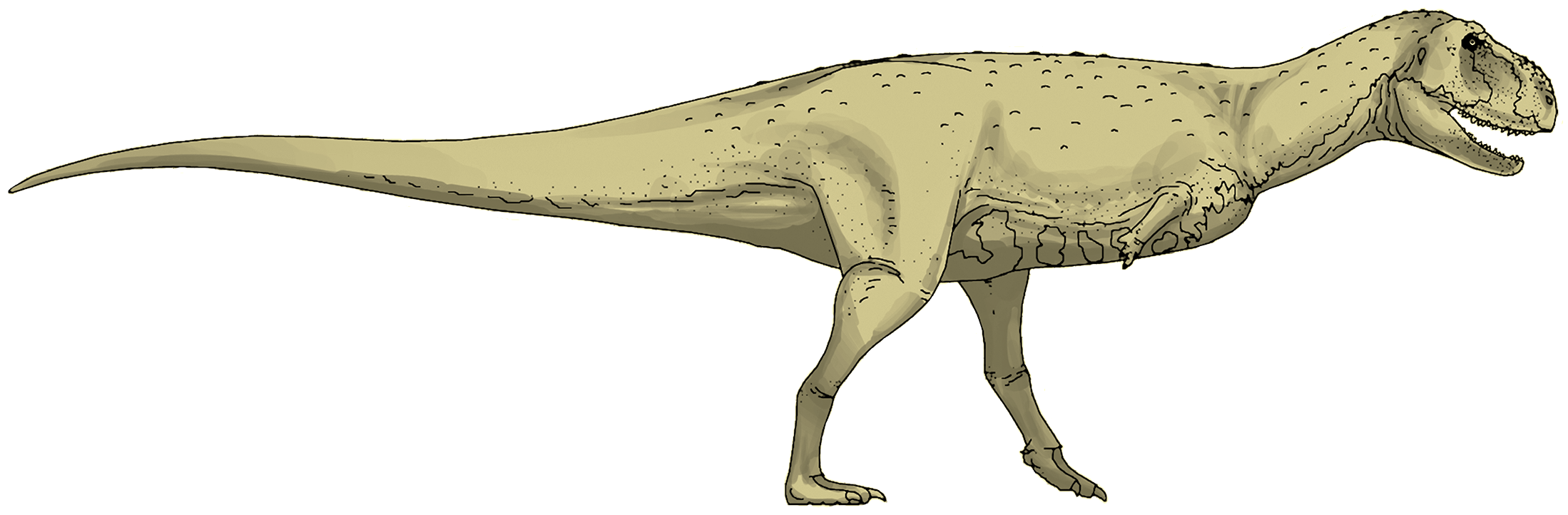
Reconstrução paleoartística de um Ekrixinatosaurus

Ekrixinatosaurus era um dinossauro que viveu no período Cretáceo Superior da era Mesozoica do éon Fanerozoico. Pertencia à conhecida família dos abelisauridae (Abelissauros, Carnotauros), grandes carnívoros terópodes que viviam principalmente nos continentes do sul do período de sua existência. Seu fóssil é conhecido apenas por fragmentos incompletos e seus ossos foram encontrados totalmente desmembrados e espalhados num raio de 7,5 metros, entre eles; mandíbula, maxilar, dentes, vértebras, fragmentos da bacia e membros.

## Descoberta
Foi descoberto durante uma construção de um gasoduto na província de Neuquén, na Patagônia, uma área conhecida por ter produzido importantes restos fósseis.

## Etimologia
Seu nome significa "lagarto nascido da explosão", pois foi descoberto quando um trabalhador estava explodindo pedras com dinamite.

## Descrição
Seu crânio era largo, medindo cerca de 83 cm de comprimento e seu fêmur cerca de 77 cm de comprimento. Comparado à Abelisauridae, a estimativa de seu comprimento era entre 7 a 8 metros. No entanto, o paleontólogo de vertebrados Thomas Holtz deu um comprimento de 11 metros e um peso aproximado de um Rinoceronte.